# 網嚢孔
ヒトの解剖学において、網嚢孔（もうのうこう、英:Omental foramen, Epiploic foramen, Foramen of Winslow (ウィンズロー孔), or Foramen epiploicum）とは、小腹膜嚢と大腹膜嚢の間をつなぐ孔のことである。